# Generale Zahl
Generale Zahl è il nome di un personaggio immaginario che compare nei fumetti DC Comics.

## Storia di pubblicazione
Il Generale Zahl comparve per la prima volta in Doom Patrol vol. 1 n. 121, e fu creato da Bruno Premiani e Murray Baltinoff.

## Biografia del personaggio
Il Generale Zahl è un ex capitano di un U-Boot nazista che si imbatté di quando in quando con la Doom Patrol, infatti, originariamente, era il "Capitano Zahl".
Come Capitano di un U-Boot, Zahl fu senza scrupoli ed efficace, arrivando al numero più alto di uccisioni mai raggiunte da un comandante della flotta tedesca. Dopo la caduta del Nazismo, il Generale Zahl lavorò come mercenario, finché un conflitto con la Doom Patrol lo costrinse al ritiro. A causa di questo conflitto, fu costretto ad indossare un collare e un supporto per la schiena. Più avanti, Zahl (ora auto-rinominatosi "Generale Zahl") aiutò Madame Rouge ad uccidere, così sembrò, la Doom Patrol. Madame Rouge riuscì, almeno in apparenza, ad uccidere gli altri membri della Confraternita del Male.
Anni dopo, Changeling, Robotman e i Teen Titans riuscirono a scovare Zahl e Rouge. Verso la fine della battaglia, Zahl, determinato a non essere preso vivo, sparò a Robotman, consapevole che i proiettili sarebbero rimbalzate colpendo lui, cosa che fecero. Mentre Zahl stava per morire, dichiarò "Io muoio ora, ma va tutto bene. Io rido per ultimo, Robotman!". Impenitente fino alla fine, le sue ultime parole furono "Hei...Heil Hitl...".

## Poteri e abilità
Zahl è un militare esperto, un comandante e un soldato, ma non ha poteri super umani. Il personaggio del Generale Skarr, che comparve originariamente in Hector Polpetta, ed è adesso un personaggio di supporto di Le tenebrose avventure di Billy e Mandy, somiglia fortemente al Generale Zahl.

## In altri media

### Televisione
- Il Generale Zahl compare nell'episodio L'ultima pattuglia della serie animata Batman: The Brave and the Bold, doppiato in originale da Corey Burton. In un documentario a proposito della Doom Patrol, fu menzionato che la squadra si scontrò con il Generale in Francia e che una volta sconfitto nessuno vide più né lui né la Doom Patrol. Anni dopo, il Generale Zahl mise insieme Brain, Monsieur Mallah, Animal-Vegetable-Mineral Man, Mutant Master, ed Arsenal perché attaccassero i singoli membri della Doom Patrol. Dopo che Arsenal fu sconfitto, il Generale Zahl giunse con una barca e attaccò la Patrol e Batman con i gas soporiferi. Alcuni minuti dopo, sulla nave del Generale, lo stesso Zahl fece spiegare al Capo perché la Doom Patrol si era sciolta. Si venne a sapere che dopo il combattimento in Francia, il Generale Zahl teneva come ostaggio una donna, con una pistola puntatale contro. Anche se il Generale fu sconfitto, la donna rimase uccisa. Ora, il Generale Zahl aveva piazzato due detonatori su due isole vicine, e fece decidere alla Doom Patrol quale salvare, e la scelta sarebbe andata in diretta mondiale. Quando Batman fece in modo che la Patrol fosse libera, il Generale Zahl fece arrivare i super criminali che aveva convocato. Quando il Generale Zahl menzionò che i detonatori si trovavano sul suo cappello, e li attivò, la Doom Patrol rimase coinvolta nell'esplosione, mentre Batman mise fuori combattimento gli altri criminali con i gas del Generale. Il Generale Zahl pianse il sacrificio della Doom Patrol, nonostante tutto (perché fallì nel farli sembrare una frode, facendo si, invece, che il pubblico li amasse ancora di più, con suo disappunto), e alla fine sia lui che i suoi colleghi furono arrestati dalle autorità.